# Niphona appendiculatoides
Niphona appendiculatoides là một loài bọ cánh cứng trong họ Cerambycidae.